# Циангас, Пасхалис
Пасхалис Андруцос Циангас (греч. Πασχάλης Ανδρούτσος Τσιάγκας; 1873, село Сякавце, Македония — 24 февраля 1907, Никоклия) — первый греческий православный священник, возглавивший партизанский отряд и погибший в годы борьбы за Македонию.

## Биография
Родился в 1873 году в селе Сякавце, Центральная Македония . Его отец, Андреас Циангас, был македономахом, то есть борцом за воссоединение Македонии с Грецией, и сражался в партизанском отряде. Сам Пасхалис упорно противился попыткам Болгарского экзархата подчинить свой приход. В результате экзархисты спалили его дом, ранили его мать и вынудили покинуть родное село. Пасхалис нашёл убежище в Серре, где стал приходским священником церкви Святого Пантелеймона. Осенью 1906 года, после смерти отца в бою с болгарскими четниками, Пасхалис организовал и возглавил отряд односельчан, избрав для себя псевдоним капитан Андруцос, в честь героя Освободительной войны Греции 1821—1829 годов Одиссея Андруцоса. Во главе отряда, Пасхалис действовал в регионах Серре и Нижняя Джумая. Борьба была на 2 фронта — против турок и против болгар.
24 февраля 1907 года отряд был окружён в Нигославе османскими войсками. Практически все бойцы отряда и сам Пасхалис Циангас, погибли. Труп попа-командира Пасхалиса Циангаса был расчленён.
Пасхалис Циангас стал первым священником возглавившим боевой отряд и погибшим в годы борьбы за Македонию. В дальнейшем его примеру последовали другие священники. Сегодня его именем названа одна из центральных улиц города Серре.